# 1861 en mathématiques
Cet article présente les faits marquants de l'année 1861 en mathématiques.

## Naissances
- 15 février : Alfred North Whitehead (mort en 1947), mathématicien, logicien et philosophe américain d’origine britannique.
- 22 avril : Emil Müller (mort en 1927), mathématicien autrichien.
- 19 mai : Xavier Stouff (mort en 1903), mathématicien français.
- 1er août : Ivar Bendixson (mort en 1935), mathématicien suédois.
- 13 août : Cesare Burali-Forti (mort en 1931), mathématicien italien.
- 8 septembre : Percy John Heawood (mort en 1955), mathématicien britannique.
- 13 septembre : Dmitry Mirimanoff (mort en 1945), mathématicien russe naturalisé suisse.
- 20 septembre : Frank Nelson Cole (mort en 1926), mathématicien américain.
- 24 septembre : Robert Fricke (mort en 1930), mathématicien allemand.
- 5 octobre : Thomas Heath (mort en 1940), haut fonctionnaire britannique, connu pour ses travaux sur l'histoire des mathématiques de la Grèce antique.
- 12 octobre : Rikitaro Fujisawa (mort en 1933), mathématicien japonais.
- 26 décembre : Friedrich Engel (mort en 1941), mathématicien allemand.
- 28 décembre : Claude Guichard (mort en 1924), mathématicien français.
- 29 décembre : Kurt Hensel (mort en 1941), mathématicien prussien.
- Joseph Kitchin (mort en 1932), statisticien britannique.

## Décès
- 20 novembre : Pierre-Frédéric Sarrus (né en 1798), mathématicien français.